# Kristoffer Rygg
Kristoffer Rygg, ismertebb nevén Garm (Oslo, 1976. szeptember 9. –) egy Spellemannprisen-jelölt énekes és kétszeres Oslo-díj nyertes zenész, producer, aki az Ulver frontembere és az Arcturus korábbi énekese. Nagy terjedelmű hangjáról, és sokoldalúságáról ismert, hiszen kiemelkedőt alkotott a black metal, folk-metal, neofolk, ambient, elektronika és a filmzene terén is.

## Pályafutása
Garm 16 éves korában alakította meg az Ulvert, amelyet a norvég black metal színtér legkísérletezőbb zenekaraként tartanak számon. Emellett 1995 és 1997 között a Borknagar, 1993 és 2003 között az Arcturus énekese is volt. Mindkét zenekarban megfordultak a norvég metál legkiemelkedőbb zenészei.
Énekstílusában kihasználja hangjának nagy terjedelmét, a falzett és bariton énektémák mellett a black metalra jellemző hörgés sem idegen tőle. Az albumok keverése során gyakran keveri több sávba is hangját, így kórusszerű énektémákat létrehozva.
2005-ben a portugál multiinstrumentalista Daniel Cardosóval közösen létrehozta a Head Control System nevű formációt, amelynek ezidáig egyetlen nagylemeze jelent meg Murder Nature címmel.

## Diszkográfia

### Arcturus
- Constellation (1994)
- Aspera Hiems Symfonia (1995)
- La Masquerade Infernale (1997)
- Disguised Masters (1999)
- Aspera Hiems Symfonia/Constellation/My Angel (2002)
- The Sham Mirrors (2002)

### Borknagar
- Borknagar (1996)
- The Olden Domain (1997)

### Head Control System
- Murder Nature ( 2006)

### Ulver
- Vargnatt (1993)
- Split EP Mysticum-mal (1994)
- Bergtatt – Et eeventyr i 5 capitler (1994)
- Kveldssanger (1995)
- Nattens madrigal – Aatte hymne til ulven i manden (1996)
- Themes from William Blake's The Marriage of Heaven and Hell (1998)
- Metamorphosis EP (1999)
- Perdition City (2000)
- Silence Teaches You How to Sing EP (2001)
- Silencing the Singing EP (2001)
- Lyckantropen Themes filmzene(2002)
- A Quick Fix of Melancholy EP (2003)
- Teachings in Silence EP (2003)
- Svidd Neger filmzene (2003)
- 1993-2003: First Decade in the Machines (2003)
- UNO (2005) filmzene
- Blood Inside (2005)
- Shadows of the Sun (2007)
- Wars of the Roses (2011)
- Childhood's End (2012)
- MESSE I.X - VI.X (2013)

### Æthenor
- Betimes Black Cloudmasses (2008)
- En Form for Blå (2010)